# 匈牙利圓桌會議
匈牙利圆桌会议（匈牙利語：Ellenzéki Kerekasztal）于1989年秋季在匈牙利首都布达佩斯举行。匈牙利圆桌会议是受到波兰圆桌会议模式启发，是一系列书面化的、有秩序的并且高度尊重法律的会谈。
在匈牙利圆桌会议上各方达成共识，确定匈牙利实行多党制民主政治，标志着长达40年的匈牙利人民共和国宣告结束。执政党匈牙利社会主义工人党被改组为匈牙利社会党并重新注册。在翌年大选中，匈牙利社会党落败。